# Ettore Tosi
Ettore Tosi, né le 17 novembre 1979, est un acteur et réalisateur de films pornographiques gays italien.

## Carrière
Né dans le Sud de l'Italie en 1979, Tosi devient assistant de production à Lucas Kazan Productions en 1998, mais passe rapidement devant la caméra.
Ettore obtient le rôle principal dans Hotel Italia, un des premiers films de Lucas Kazan. Peu après, il obtient un contrat exclusif chez Lucas Kazan Productions.

## Filmographie

### En tant qu'acteur
- The Summoner (1998)
- Hotel Italia (1999)
- Across the Ocean (2000)
- The Road to Naples (2000)
- American Holidays (2001)
- L'Elisir d'Amore (2002)
- Backstage (2004)
- A Sicilian Tale (2003)
- Italians and Other Strangers (2008)
- Sexcursions 05 (2009)
- RoughTender (2010)
- Giuseppe and His Buddies (2010)
- Mambo Italiano (2011)
- When In Madrid (2012)

### En tant que réalisateur
- The Road to Naples (2000)
- Maspalomas (2002)
- Mykonos: LKP Casting 03 (2003)
- Daniel and His Buddies (2009)
- Sexcursions 05 (2009)
- Giuseppe and His Buddies (2010)

## Récompenses et nominations
- GayVN Award : nomination dans la catégorie Best Solo Video pour Maspalomas.
- GayVN Award : remporte le prix dans la catégorie Best Pro-Am video pour Mykonos.
- GayVN Award : nomination dans la catégorie Best Pro-Am video pour Sexcursions.